# 2018-as labdarúgó-világbajnokság (C csoport)
A 2018-as labdarúgó-világbajnokság C csoportjának mérkőzéseit 2018. június 16-tól 26-ig játsszák. A csoportban Franciaország, Ausztrália, Peru és Dánia szerepelt. Franciaország és Dánia jutott tovább.

## Tabella
| Hely. | Csapat        | M | Gy | D | V | G+ | G– | Gk | P | Továbbjutás                                |
| ----- | ------------- | - | -- | - | - | -- | -- | -- | - | ------------------------------------------ |
| 1.    | Franciaország | 3 | 2  | 1 | 0 | 3  | 1  | +2 | 7 | Továbbjutott az egyenes kieséses szakaszba |
| 2.    | Dánia         | 3 | 1  | 2 | 0 | 2  | 1  | +1 | 5 | Továbbjutott az egyenes kieséses szakaszba |
| 3.    | Peru          | 3 | 1  | 0 | 2 | 2  | 2  | 0  | 3 |                                            |
| 4.    | Ausztrália    | 3 | 0  | 1 | 2 | 2  | 5  | −3 | 1 |                                            |

## Mérkőzések
Az időpontok helyi idő szerint, a zárójelben magyar idő szerint értendők.
Használt rövidítések (magyar rövidítés – angol rövidítés – poszt):
| - KA – GK – kapus - V – DF – hátvéd - S – SW – söprögető - JV – RB – jobb oldali védő - KV – CB – középső védő - BV – LB – bal oldali védő - JSZV – RWB – jobb szélső védő - BSZV – LWB – bal szélső védő | - KP – MF – középpályás - VKP – DM – védekező középpályás - BKP – LM – bal oldali középpályás - KKP – CM – középső középpályás - JKP – RM – jobb oldali középpályás | - JSZ – RW – jobb szélső - BSZ – LW – bal szélső - TKP – AM – támadó középpályás | - CS – ST, FW – csatár - JCS – RF – jobb oldali csatár - KCS – CF – középső csatár - BCS – LF – bal oldali csatár |

### Franciaország – Ausztrália
| 2018. június 16. 13:00 (12:00) |

| Franciaország                               | 2–1               | Ausztrália             |
| ------------------------------------------- | ----------------- | ---------------------- |
| Griezmann 58' (11-esből) Behich 81' (öngól) | (0–0) Jegyzőkönyv | Jedinak 62' (11-esből) |

| Kazany Aréna, Kazany Nézőszám: 41 279 Játékvezető: Andrés Cunha (uruguayi) |

| Franciaország | Ausztrália |

| KA                   | 1  | Hugo Lloris (csk) |     |     |
| JV                   | 2  | Benjamin Pavard   |     |     |
| KV                   | 4  | Raphaël Varane    |     |     |
| KV                   | 5  | Samuel Umtiti     |     |     |
| BV                   | 21 | Lucas Hernández   |     |     |
| KKP                  | 12 | Corentin Tolisso  | 76' | 78' |
| KKP                  | 13 | N’Golo Kanté      |     |     |
| KKP                  | 6  | Paul Pogba        |     |     |
| JCS                  | 11 | Ousmane Dembélé   |     | 70' |
| KCS                  | 10 | Kylian Mbappé     |     |     |
| BCS                  | 7  | Antoine Griezmann |     | 70' |
| Cserék:              |    |                   |     |     |
| CS                   | 9  | Olivier Giroud    |     | 70' |
| CS                   | 18 | Nabil Fekir       |     | 70' |
| KP                   | 14 | Blaise Matuidi    |     | 78' |
| Szövetségi kapitány: |    |                   |     |     |
| Didier Deschamps     |    |                   |     |     |

| KA                   | 1  | Mathew Ryan        |     |     |
| JV                   | 19 | Josh Risdon        | 57' |     |
| KV                   | 5  | Mark Milligan      |     |     |
| KV                   | 20 | Trent Sainsbury    |     |     |
| BV                   | 16 | Aziz Behich        | 87' |     |
| KKP                  | 15 | Mile Jedinak (csk) |     |     |
| KKP                  | 13 | Aaron Mooy         |     |     |
| JSZ                  | 7  | Mathew Leckie      | 13' |     |
| TKP                  | 23 | Tom Rogic          |     | 72' |
| BSZ                  | 10 | Robbie Kruse       |     | 84' |
| KCS                  | 11 | Andrew Nabbout     |     | 64' |
| Cserék:              |    |                    |     |     |
| CS                   | 9  | Tomi Jurić         |     | 64' |
| KP                   | 22 | Jackson Irvine     |     | 72' |
| CS                   | 17 | Daniel Arzani      |     | 84' |
| Szövetségi kapitány: |    |                    |     |     |
| Bert van Marwijk     |    |                    |     |     |

| A mérkőzés játékosa: Antoine Griezmann (Franciaország) Asszisztensek: Nicolás Tarán (uruguayi) Mauricio Espinosa (uruguayi) Negyedik játékvezető: Julio Bascuñán (chilei) Ötödik játékvezető: Christian Schiemann (chilei) Videóbíró: Mauro Vigliano (argentin) Videóbíró-asszisztens: Gery Vargas (bolíviai) Hernán Maidana (argentin) Tiago Martins (portugál) |

### Peru – Dánia
| 2018. június 16. 19:00 (18:00) |

| Peru | 0–1               | Dánia       |
| ---- | ----------------- | ----------- |
|      | (0–0) Jegyzőkönyv | Poulsen 59' |

| Mordóvia Aréna, Szaranszk Nézőszám: 40 502 Játékvezető: Bakary Gassama (gambiai) |

| Peru | Dánia |

| KA                   | 1  | Pedro Gallese           |     |
| JV                   | 17 | Luis Advíncula          |     |
| KV                   | 2  | Alberto Rodríguez (csk) |     |
| KV                   | 15 | Christian Ramos         |     |
| BV                   | 6  | Miguel Trauco           |     |
| KKP                  | 13 | Renato Tapia            | 38' |
| KKP                  | 19 | Yoshimar Yotún          |     |
| JSZ                  | 18 | André Carrillo          |     |
| TKP                  | 8  | Christian Cueva         |     |
| BSZ                  | 20 | Edison Flores           |     |
| KCS                  | 10 | Jefferson Farfán        |     |
| Szövetségi kapitány: |    |                         |     |
| Ricardo Gareca       |    |                         |     |

| KA                   | 1  | Kasper Schmeichel   |       |
| JV                   | 14 | Henrik Dalsgaard    |       |
| KV                   | 4  | Simon Kjær (csk)    |       |
| KV                   | 6  | Andreas Christensen |       |
| BV                   | 17 | Jens Stryger Larsen |       |
| KKP                  | 7  | William Kvist       |       |
| KKP                  | 10 | Christian Eriksen   |       |
| KKP                  | 8  | Thomas Delaney      | 86'   |
| JCS                  | 20 | Yussuf Poulsen      | 90+3' |
| KCS                  | 9  | Nicolai Jørgensen   |       |
| BCS                  | 23 | Pione Sisto         |       |
| Szövetségi kapitány: |    |                     |       |
| Åge Hareide          |    |                     |       |

| A mérkőzés játékosa: Yussuf Poulsen (Dánia) Asszisztensek: Jean Claude Birumushahu (burundi) Abdelhak Etchiali (algériai) Negyedik játékvezető: Mehdi Abid Sarif (algériai) Ötödik játékvezető: Anouar Hmila (tunéziai) Videóbíró: Felix Zwayer (német) Videóbíró-asszisztens: Bastian Dankert (német) Mark Borsch (német) Danny Makkelie (holland) |

### Dánia – Ausztrália
| 2018. június 21. 16:00 (14:00) |

| Dánia      | 1–1               | Ausztrália             |
| ---------- | ----------------- | ---------------------- |
| Eriksen 7' | (1–1) Jegyzőkönyv | Jedinak 38' (11-esből) |

| Szamara Aréna, Szamara Nézőszám: 40 727 Játékvezető: Antonio Mateu Lahoz (spanyol) |

| Dánia | Ausztrália |

| KA                   | 1  | Kasper Schmeichel   |     |     |
| JV                   | 14 | Henrik Dalsgaard    |     |     |
| KV                   | 4  | Simon Kjær (csk)    |     |     |
| KV                   | 6  | Andreas Christensen |     |     |
| BV                   | 17 | Jens Stryger Larsen |     |     |
| KKP                  | 8  | Thomas Delaney      |     |     |
| KKP                  | 19 | Lasse Schöne        |     |     |
| KKP                  | 10 | Christian Eriksen   |     |     |
| JCS                  | 20 | Yussuf Poulsen      | 37' | 59' |
| KCS                  | 9  | Nicolai Jørgensen   |     | 68' |
| BCS                  | 23 | Pione Sisto         | 84' |     |
| Cserék:              |    |                     |     |     |
| CS                   | 11 | Martin Braithwaite  |     | 59' |
| CS                   | 21 | Andreas Cornelius   |     | 68' |
| Szövetségi kapitány: |    |                     |     |     |
| Åge Hareide          |    |                     |     |     |

| KA                   | 1  | Mathew Ryan        |  |     |
| JV                   | 19 | Josh Risdon        |  |     |
| KV                   | 20 | Trent Sainsbury    |  |     |
| KV                   | 5  | Mark Milligan      |  |     |
| BV                   | 16 | Aziz Behich        |  |     |
| KKP                  | 15 | Mile Jedinak (csk) |  |     |
| KKP                  | 13 | Aaron Mooy         |  |     |
| JSZ                  | 7  | Mathew Leckie      |  |     |
| TKP                  | 23 | Tom Rogic          |  | 82' |
| BSZ                  | 10 | Robbie Kruse       |  | 68' |
| KCS                  | 11 | Andrew Nabbout     |  | 75' |
| Cserék:              |    |                    |  |     |
| CS                   | 17 | Daniel Arzani      |  | 68' |
| CS                   | 9  | Tomi Jurić         |  | 75' |
| KP                   | 22 | Jackson Irvine     |  | 82' |
| Szövetségi kapitány: |    |                    |  |     |
| Bert van Marwijk     |    |                    |  |     |

| A mérkőzés játékosa: Christian Eriksen (Dánia) Asszisztensek: Pau Cebrián Devís (spanyol) Roberto Díaz Pérez (spanyol) Negyedik játékvezető: Bamlak Tessema Weyesa (etióp) Ötödik játékvezető: Juan Carlos Mora (Costa Rica-i) Videóbíró: Mark Geiger (amerikai) Videóbíró-asszisztens: Jair Marrufo (amerikai) Joe Fletcher (kanadai) Paolo Valeri (olasz) |

### Franciaország – Peru
| 2018. június 21. 20:00 (17:00) |

| Franciaország | 1–0               | Peru |
| ------------- | ----------------- | ---- |
| Mbappé 34'    | (1–0) Jegyzőkönyv |      |

| Központi stadion, Jekatyerinburg Nézőszám: 32 789 Játékvezető: Mohamed Abdalláh Hasszán Mohamed (egyesült arab emírségekbeli) |

| Franciaország | Peru |

| KA                   | 1  | Hugo Lloris (csk) |     |     |
| JV                   | 2  | Benjamin Pavard   |     |     |
| KV                   | 4  | Raphaël Varane    |     |     |
| KV                   | 5  | Samuel Umtiti     |     |     |
| BV                   | 21 | Lucas Hernández   |     |     |
| KKP                  | 6  | Paul Pogba        | 86' | 89' |
| KKP                  | 13 | N’Golo Kanté      |     |     |
| JSZ                  | 10 | Kylian Mbappé     |     | 75' |
| TKP                  | 7  | Antoine Griezmann |     | 80' |
| BSZ                  | 14 | Blaise Matuidi    | 16' |     |
| KCS                  | 9  | Olivier Giroud    |     |     |
| Cserék:              |    |                   |     |     |
| CS                   | 11 | Ousmane Dembélé   |     | 75' |
| CS                   | 18 | Nabil Fekir       |     | 80' |
| KP                   | 15 | Steven Nzonzi     |     | 89' |
| Szövetségi kapitány: |    |                   |     |     |
| Didier Deschamps     |    |                   |     |     |

| KA                   | 1  | Pedro Gallese        |     |     |
| JV                   | 17 | Luis Advíncula       |     |     |
| KV                   | 15 | Christian Ramos      |     |     |
| KV                   | 2  | Alberto Rodríguez    |     | 46' |
| BV                   | 6  | Miguel Trauco        |     |     |
| KKP                  | 23 | Pedro Aquino         | 81' |     |
| KKP                  | 19 | Yoshimar Yotún       |     | 46' |
| JSZ                  | 18 | André Carrillo       |     |     |
| TKP                  | 8  | Christian Cueva      |     | 82' |
| BSZ                  | 20 | Edison Flores        |     |     |
| KCS                  | 9  | Paolo Guerrero (csk) | 23' |     |
| Cserék:              |    |                      |     |     |
| CS                   | 10 | Jefferson Farfán     |     | 46' |
| V                    | 4  | Anderson Santamaría  |     | 46' |
| CS                   | 11 | Raúl Ruidíaz         |     | 82' |
| Szövetségi kapitány: |    |                      |     |     |
| Ricardo Gareca       |    |                      |     |     |

| A mérkőzés játékosa: Kylian Mbappé (Franciaország) Asszisztensek: Mohamed Al Hammadi (egyesült arab emírségekbeli) Hasan Al Mahri (egyesült arab emírségekbeli) Negyedik játékvezető: Janny Sikazwe (zambiai) Ötödik játékvezető: Jerson Dos Santos (angolai) Videóbíró: Daniele Orsato (olasz) Videóbíró-asszisztens: Abdulramán al-Dzsasszím (katari) Taleb Al Maari (katari) Szymon Marciniak (lengyel) |

### Dánia – Franciaország
| 2018. június 26. 17:00 (16:00) |

| Dánia | 0–0         | Franciaország |
| ----- | ----------- | ------------- |
|       | Jegyzőkönyv |               |

| Luzsnyiki Stadion, Moszkva Nézőszám: 78 011 Játékvezető: Sandro Ricci (brazil) |

| Dánia | Franciaország |

| KA                   | 1  | Kasper Schmeichel   |       |       |
| JV                   | 14 | Henrik Dalsgaard    |       |       |
| KV                   | 4  | Simon Kjær (csk)    |       |       |
| KV                   | 6  | Andreas Christensen |       |       |
| BV                   | 17 | Jens Stryger Larsen |       |       |
| KKP                  | 8  | Thomas Delaney      |       | 90+2' |
| KKP                  | 13 | Mathias Jørgensen   | 45+3' |       |
| KKP                  | 10 | Christian Eriksen   |       |       |
| JCS                  | 23 | Pione Sisto         |       | 60'   |
| KCS                  | 21 | Andreas Cornelius   |       | 75'   |
| BCS                  | 11 | Martin Braithwaite  |       |       |
| Cserék:              |    |                     |       |       |
| CS                   | 15 | Viktor Fischer      |       | 60'   |
| CS                   | 12 | Kasper Dolberg      |       | 75'   |
| KP                   | 18 | Lukas Lerager       |       | 90+2' |
| Szövetségi kapitány: |    |                     |       |       |
| Åge Hareide          |    |                     |       |       |

| KA                   | 16 | Steve Mandanda       |  |     |
| JV                   | 19 | Djibril Sidibé       |  |     |
| KV                   | 4  | Raphaël Varane (csk) |  |     |
| KV                   | 3  | Presnel Kimpembe     |  |     |
| BV                   | 21 | Lucas Hernández      |  | 50' |
| KKP                  | 13 | N’Golo Kanté         |  |     |
| KKP                  | 15 | Steven Nzonzi        |  |     |
| JSZ                  | 11 | Ousmane Dembélé      |  | 78' |
| TKP                  | 7  | Antoine Griezmann    |  | 68' |
| BSZ                  | 8  | Thomas Lemar         |  |     |
| KCS                  | 9  | Olivier Giroud       |  |     |
| Cserék:              |    |                      |  |     |
| V                    | 22 | Benjamin Mendy       |  | 50' |
| CS                   | 18 | Nabil Fekir          |  | 68' |
| CS                   | 10 | Kylian Mbappé        |  | 78' |
| Szövetségi kapitány: |    |                      |  |     |
| Didier Deschamps     |    |                      |  |     |

| A mérkőzés játékosa: N’Golo Kanté (Franciaország) Asszisztensek: Emerson de Carvalho (brazil) Marcelo Van Gasse (brazil) Negyedik játékvezető: Gianluca Rocchi (olasz) Ötödik játékvezető: Mauro Tonolini (olasz) Videóbíró: Mauro Vigliano (argentin) Videóbíró-asszisztens: Wilton Sampaio (brazil) Carlos Astroza (chilei) Tiago Martins (portugál) |

### Ausztrália – Peru
| 2018. június 26. 17:00 (16:00) |

| Ausztrália | 0–2               | Peru                      |
| ---------- | ----------------- | ------------------------- |
|            | (0–1) Jegyzőkönyv | Carrillo 18' Guerrero 50' |

| Olimpiai Stadion, Szocsi Nézőszám: 44 073 Játékvezető: Szergej Karaszjov (orosz) |

| Ausztrália | Peru |

| KA                   | 1  | Mathew Ryan        |     |     |
| JV                   | 19 | Josh Risdon        |     |     |
| KV                   | 20 | Trent Sainsbury    |     |     |
| KV                   | 5  | Mark Milligan      | 88' |     |
| BV                   | 16 | Aziz Behich        |     |     |
| KKP                  | 15 | Mile Jedinak (csk) | 10' |     |
| KKP                  | 13 | Aaron Mooy         |     |     |
| JSZ                  | 7  | Mathew Leckie      |     |     |
| TKP                  | 23 | Tom Rogic          | 66' | 72' |
| BSZ                  | 10 | Robbie Kruse       |     | 58' |
| KCS                  | 9  | Tomi Jurić         |     | 53' |
| Cserék:              |    |                    |     |     |
| CS                   | 4  | Tim Cahill         |     | 53' |
| KP                   | 17 | Daniel Arzani      | 60' | 58' |
| KP                   | 22 | Jackson Irvine     |     | 72' |
| Szövetségi kapitány: |    |                    |     |     |
| Bert van Marwijk     |    |                    |     |     |

| KA                   | 1  | Pedro Gallese        |     |     |
| JV                   | 17 | Luis Advíncula       |     |     |
| KV                   | 15 | Christian Ramos      |     |     |
| KV                   | 4  | Anderson Santamaría  |     |     |
| BV                   | 6  | Miguel Trauco        |     |     |
| KKP                  | 13 | Renato Tapia         |     | 63' |
| KKP                  | 19 | Yoshimar Yotún       | 45' | 46' |
| JSZ                  | 18 | André Carrillo       |     | 79' |
| TKP                  | 8  | Christian Cueva      |     |     |
| BSZ                  | 20 | Edison Flores        |     |     |
| KCS                  | 9  | Paolo Guerrero (csk) |     |     |
| Cserék:              |    |                      |     |     |
| KP                   | 23 | Pedro Aquino         |     | 46' |
| KP                   | 7  | Paolo Hurtado        | 79' | 63' |
| KP                   | 16 | Wilder Cartagena     |     | 79' |
| Szövetségi kapitány: |    |                      |     |     |
| Ricardo Gareca       |    |                      |     |     |

| A mérkőzés játékosa: André Carrillo (Peru) Asszisztensek: Anton Averianov (orosz) Tikhon Kalugin (orosz) Negyedik játékvezető: Ryuji Sato (japán) Ötödik játékvezető: Szagara Tóru (japán) Videóbíró: Danny Makkelie (holland) Videóbíró-asszisztens: Jair Marrufo (amerikai) Mark Borsch (német) Bastian Dankert (német) |